# Liste der Stolpersteine in Ingelbach
In der Liste der Stolpersteine der Ortsgemeinde Ingelbach werden die vorhandenen Gedenksteine aufgeführt, die im Rahmen des Projektes Stolpersteine des Künstlers Gunter Demnig in der Ortsgemeinde am 4. November 2007 vor der Alten Schule in Ingelbach verlegt worden sind.
| Adresse          | Name       | Inschrift                                                                    | Verlegedatum     | Bild | Anmerkung |
| ---------------- | ---------- | ---------------------------------------------------------------------------- | ---------------- | ---- | --- |
| Hauptstraße 33 · | Sally Veit | Hier lernte Sally Veit JG. 1894 deportiert 30.11.1941 KZ Łodz ???            | 4. November 2007 |      | geb. am 16. Juni 1894 in Rodenbach Sally Veit betrieb in Oberingelbach einen Gemischtwarenladen. Die Familie verlor ihr gesamtes Vermögen in der Reichskristallnacht und musste 1939 nach Köln umziehen und wurde von dort aus am 30. November 1941 deportiert. |
| Hauptstraße 33 · | Paula Veit | Paula Veit geb. Stern JG 1895 deportiert 30.11.1941 KZ Łodz ???              | 4. November 2007 |      | geb. 27. Oktober 1895 in Hausen |
| Hauptstraße 33 · | Irene Veit | Hier lernte Irene Veit JG. 1924 deportiert 30.11.1941 tot 12.12.1941 KZ Łodz | 4. November 2007 |      | geb. 1. April 1924 in Oberingelbach |
| Hauptstraße 33 · | Edith Veit | Hier lernte Edith Veit JG. 1926 deportiert 30.11.1941 KZ Łodz ???            | 4. November 2007 |      | geb. 11. März 1926 in Oberingelbach |